# لادنو
لادنو (به انگلیسی: Ladnu) یک زیستگاه انسانی در هند است که در ناگائور واقع شده‌است.

## خصوصیات
لادنو ۵۷٬۰۴۷ نفر جمعیت دارد و ۳۲۸ متر بالاتر از سطح دریا واقع شده‌است.